# Rejon szyryński
Rejon szyryński (ros. Ширинский район) - jeden z 8 rejonów w Chakasji. Stolicą rejonu jest Szyra.
17 273 osoby to ludność miejska a 13 082 osoby to ludność wiejska.
Część rejonu zajmuje Rezerwat Chakaski.